# 棒球大聯盟2nd
《棒球大聯盟2nd》是日本漫畫家滿田拓也的漫畫作品《棒球大聯盟》的續作，以茂野大吾繼承父業為主軸。2015年於小學館的週刊少年Sunday上開始連載，台灣由青文出版社代理出版。
2017年10月宣布電視動畫化，標題與前作一樣是片假名的，於2018年4月7日至9月22日播放第1期（少棒篇），全25集。2019年10月6日宣布第二期（中學篇）動畫製作決定，於2020年4月4日播放，隨後宣佈因2019冠状病毒病疫情影響，第5話起將延期播放，並於5月30日起恢復播放，但又因疫情擴大的關係，第8話延期到7月11日播放。

## 故事簡介
在前作最終篇「夢想延續篇」結束的8年後，茂野吾郎的兒子・大吾，因為被沒有才能的事實與二世稱呼重壓，退出了海豚隊。然而就在小六時，放棄棒球的大吾面前出現了一個轉學生。自稱是佐藤壽也的兒子・小光的登場，讓大吾的棒球人生開始有巨大轉變…？
少棒篇（單行本1卷第1話～10卷第90話）　
茂野大吾的父親茂野吾郎是一名活躍的棒球場上的球員。大吾希望能成為像父親一樣活躍於大聯盟的球員，於是在四年級時加入三船海豚少棒隊。然而，在二世稱呼的壓力下，又發覺自己沒有打棒球的才能，不到一年的時間就退出了海豚隊，並過著無所事事的生活。到了小學六年級的春天，從美國回來的轉學生佐藤光突然出現在大吾的面前，而他的父親正是茂野吾郎的搭檔佐藤寿也，從此大吾的人生開始有了轉變…。
中學篇（單行本10卷第91話～）
從少棒引退的兩年後.....，與光約定會再次見面的大吾，升上姐姐所就讀的學校風林中學。二年級當上棒球社隊長，但大部分成員都被開除，只剩下三年級的丹波廣夢、第一次當投手的睦子、橫濱少棒出身的相樂太鳳、澤彌生女子組，以及後來加入的藤井千里、關鳥星蘭還有對社團有點意見的仁科明和椛島亞妮塔所組成的風林中學棒球社，即將迎來第一次的比賽!?.....

## 出版書籍

### 漫畫
| 冊數 | 小學館         | 小學館                 | 青文出版社     | 青文出版社             |
| 冊數 | 發售日期       | ISBN                   | 發售日期       | EAN / ISBN             |
| ---- | -------------- | ---------------------- | -------------- | ---------------------- |
| 1    | 2015年6月12日  | ISBN 978-4-09-126158-8 | 2016年4月28日  | EAN 471-8016-01826-6   |
| 2    | 2015年9月18日  | ISBN 978-4-09-126244-8 | 2016年7月11日  | EAN 471-8016-01940-9   |
| 3    | 2015年12月12日 | ISBN 978-4-09-126483-1 | 2016年9月12日  | EAN 471-8016-01960-7   |
| 4    | 2016年3月18日  | ISBN 978-4-09-126820-4 | 2016年11月21日 | EAN 471-8016-02081-8   |
| 5    | 2016年7月12日  | ISBN 978-4-09-127167-9 | 2017年3月22日  | EAN 471-8016-02206-5   |
| 6    | 2016年9月16日  | ISBN 978-4-09-127374-1 | 2017年5月18日  | EAN 471-8016-02371-0   |
| 7    | 2016年11月18日 | ISBN 978-4-09-127414-4 | 2017年8月21日  | EAN 471-8016-02439-7   |
| 8    | 2017年2月17日  | ISBN 978-4-09-127499-1 | 2017年11月9日  | EAN 471-8016-02648-3   |
| 9    | 2017年5月18日  | ISBN 978-4-09-127568-4 | 2018年3月12日  | EAN 471-8016-02837-1   |
| 10   | 2017年8月18日  | ISBN 978-4-09-127677-3 | 2018年6月14日  | EAN 471-8016-02970-5   |
| 11   | 2017年10月18日 | ISBN 978-4-09-127854-8 | 2018年9月13日  | ISBN 978-986-356-593-2 |
| 12   | 2018年1月18日  | ISBN 978-4-09-128075-6 | 2018年12月17日 | ISBN 978-986-356-720-2 |
| 13   | 2018年3月16日  | ISBN 978-4-09-128095-4 | 2019年6月13日  | ISBN 978-986-356-950-3 |
| 14   | 2018年6月18日  | ISBN 978-4-09-128258-3 | 2019年9月5日   | ISBN 978-986-512-059-7 |
| 15   | 2018年8月17日  | ISBN 978-4-09-128349-8 | 2020年3月12日  | ISBN 978-986-512-272-0 |
| 16   | 2018年11月16日 | ISBN 978-4-09-128579-9 | 2020年6月4日   | ISBN 978-986-512-382-6 |
| 17   | 2019年10月18日 | ISBN 978-4-09-128805-9 | 2020年11月19日 | ISBN 978-986-512-589-9 |
| 18   | 2020年1月17日  | ISBN 978-4-09-129542-2 | 2021年1月14日  | ISBN 978-986-512-683-4 |
| 19   | 2020年4月16日  | ISBN 978-4-09-850062-8 | 2021年5月6日   | ISBN 978-986-548-539-9 |
| 20   | 2020年7月17日  | ISBN 978-4-09-850158-8 | 2021年9月6日   | ISBN 978-626-303-509-6 |
| 21   | 2020年10月16日 | ISBN 978-4-09-850265-3 | 2022年5月30日  | ISBN 978-626-322-220-5 |
| 22   | 2021年2月18日  | ISBN 978-4-09-850386-5 | 2022年10月6日  | ISBN 978-626-322-771-2 |
| 23   | 2021年6月17日  | ISBN 978-4-09-850535-7 | 2023年1月16日  | ISBN 978-626-340-078-8 |
| 24   | 2021年11月18日 | ISBN 978-4-09-850730-6 | 2023年3月29日  | ISBN 978-626-340-621-6 |
| 25   | 2023年1月18日  | ISBN 978-4-09-851553-0 | 2023年10月30日 | ISBN 978-626-362-607-2 |
| 26   | 2023年6月16日  | ISBN 978-4-09-852120-3 | 2025年2月26日  | ISBN 978-626-422-219-8 |
| 27   | 2023年12月28日 | ISBN 978-4-09-853047-2 | 2025年3月25日  | ISBN 978-626-422-266-2 |
| 28   | 2024年5月17日  | ISBN 978-4-09-853293-3 | 2025年4月9日   | ISBN 978-626-422-348-5 |
| 29   | 2024年10月18日 | ISBN 978-4-09-853637-5 |                |                        |
| 30   | 2025年3月18日  | ISBN 978-4-09-854018-1 |                |                        |

### 小說
| 冊數 | 日文標題 | 小學館        | 小學館                 |
| 冊數 | 日文標題 | 發售日期      | ISBN                   |
| ---- | -------- | ------------- | ---------------------- |
| 1    |          | 2018年5月30日 | ISBN 978-4-09-231234-0 |
| 2    |          | 2018年6月29日 | ISBN 978-4-09-231238-8 |

## 電視動畫
監督、脚本、動畫製作人、製作人、動畫製作公司等一部份工作人員由NHK教育頻道製作。

### 製作人員
- 原作：滿田拓也
- 監督：渡辺 歩（1st、2nd）
- 劇本：土屋理敬、古怒田健志、末永光代、山下憲一（1st）、井上亜樹子（2nd加入）
- 人物設定：大貫健一（1st）、松元美季（2nd）
- 美術監督：河合泰利（1st）
- 攝影監督：山越康司
- 音樂：中川幸太郎（1st）
- 音響監督：亀山俊樹（1st）
- 棒球監修：里崎智也（1st）
- 動畫製作人：小島弘明
- 製作統籌：米村裕子、苗代憲一郎、長谷川友紀（1st）
- 動畫製作：OLM（1st）
- 共同製作：NHK Enterprises（日语：NHKエンタープライズ）
- 製作、著作：NHK、小學館集英社製作

### 主題曲
第一季
片頭曲
（第1－13話）
作詞：，作曲、編曲、主唱：
（第14－25話）
作詞、主唱：BERRY GOODMAN，作曲：GRP，編曲：BERRY GOODMAN、GRP
片尾曲
（第1－13話）
作詞、作曲、主唱：高橋優，編曲：池窪浩一、高橋優
「SAIREN」（第14－25話）
作詞、作曲、主唱：Reol，編曲：瀨恒啟
第二季
片頭曲
（第1－13話）
作詞：家入レオ、，作曲：家入レオ、久保田真悟，編曲：久保田真悟，主唱：家入レオ
（第14－25話）
作詞、作曲：橋本繪莉子，編曲：清水俊也，主唱：上白石萌音
片尾曲
（第1－13話）
作詞、作曲：井上竜馬，編曲：、，主唱：
（第14－25話）
作詞、作曲：福永浩平，編曲、主唱：

### 各話標題
| 第1話  |  | 大吾的夢           | 不適用             | 土屋理敬   | 渡邊步     | 石田暢         | 佐藤和巳、                             | 西村廣     |
| 第2話  |  | 如果不是二世的話   | 如果不是二世       | 古怒田健志 | 三浦陽     | 下平佑一       | 岡田繪里香、廣岡歲仁                   | 山田真也   |
| 第3話  |  | 兩個二世           | 兩個二世           | 末永光代   | 外山草     | 外山草         | 和田伸一、木下勇喜                     | 西村廣     |
| 第4話  |  | 喜歡棒球的才能     | 喜歡棒球的才能     | 山下憲一   | 三浦陽     | 山田卓         | 、                                     | 西村廣     |
| 第5話  |  | 特訓開始！         | 特訓開始           | 古怒田健志 | 長友孝和   | 徐惠真         | 、                                     | 田中穰     |
| 第6話  |  | 傳接球             | 投球接球           | 土屋理敬   | 木下勇喜   | 淺見松雄       | 飯飼一、幸森田實                       | 山田真也   |
| 第7話  |  | 總有一天           | 總有一天           | 末永光代   | 入好悟     | 石田暢         | 、新岡浩美                             | 西村廣     |
| 第8話  |  | 壽也的個人教學     | 壽也的個人指導     | 山下憲一   | 増田敏彥   | 鈴木裕輔       | 萩原省智、辻浩樹                       | 田中穰     |
| 第9話  |  | 光的想法           | 阿光的想法         | 土屋理敬   | 森健       | 尋田耕輔       | 小菅和久、                             | 西村廣     |
| 第10話 |  | 夏季大會開始！     | 夏季大會開始       | 古怒田健志 | 外山草     | 外山草         | 佐藤和巳、丸山大勝                     | 山田真也   |
| 第11話 |  | 搞砸了！           | 搞砸了             | 末永光代   | 長友孝和   | 津田義三       | 浦島美紀、古德真美                     | 西村廣     |
| 第12話 |  | 投捕搭檔登場       | 投捕拍檔出場       | 山下憲一   | 杉島邦久   | 三浦慧         | 本田敬一、南井尚子                     | 田中穰     |
| 第13話 |  | 睦子的煩惱         | 睦子的煩惱         | 山下憲一   | 入好悟     | 石田暢         | 小菅和久、                             | 西村廣     |
| 第14話 |  | 捕手的經驗值       | 捕手的經驗值       | 末永光代   | 杉島邦久   | 伊部勇志       | 志水佳子、                             | 山田真也   |
| 第15話 |  | 攻略的線索         | 攻略的線索         | 古怒田健志 | 森健       | 丸山由太       | 廣岡歲仁、沖田直美                     | 西村廣     |
| 第16話 |  | 全力比賽           | 全力比賽           | 古怒田健志 | 久慈悟郎   | 徐惠真         | 是本晶、                               | 田中穰     |
| 第17話 |  | 不想輸             | 我不想輸           | 土屋理敬   | 三浦陽     | 石田暢         | 西村廣、佐藤和巳                       | 小菅和久   |
| 第18話 |  | 眉村姐弟           | 眉村姐弟           | 末永光代   | 誌村宏明   | 奧野浩行       | 萩原省智                               | 山田真也   |
| 第19話 |  | 決戰之前           | 決戰在即           | 山下憲一   | 森健       | 松本佳久       | 小菅和久、山崎輝彥                     | 西村廣     |
| 第20話 |  | 和東斗的比賽開始   | 對戰東斗，比賽開始 | 山下憲一   | 杉島邦久   | 小野勝巳       | 武內啟、小田真弓                       | 田中穰     |
| 第21話 |  | 大吾和光           | 大吾與阿光         | 古怒田健志 | 三浦陽     | 石田暢         | 西村廣、角谷知美                       | 小菅和久   |
| 第22話 |  | 王牌登場           | 王牌登場           | 土屋理敬   | 久慈悟郎   | 久慈悟郎       | 丸山大勝、木下勇喜                     | 山田真也   |
| 第23話 |  | 命運的一擊         | 命運的一擊         | 末永光代   | 外山草     | 外山草         | 小菅和久、佐藤和巳                     | 西村廣     |
| 第24話 |  | 騙人的吧...！      | 不是真的           | 古怒田健志 | 杉島邦久   | 伊部勇志       | 武內啟、小田真弓                       | 田中穰     |
| 第25話 |  | 約定               | 約定               | 土屋理敬   | 誌村宏明   | 筆坂明規       | 北村友幸、廣岡歲仁                     | 西村廣     |
| 中學篇 |  |                    |                    |            |            |                |                                        |            |
| 第1話  |  | 傳聞的新進成員     |                    | 古怒田健志 | 渡邊步美   | 播摩優         | 菅原美幸                               | 松元美季   |
| 第2話  |  | 那個捕手、很毒舌   |                    | 山下憲一   | 柴田匠     | 柴田匠         | 稻手遙香、亀山朋子                     | 廣田茜     |
| 第3話  |  | 這傢伙是怎麼回事？ |                    | 末永光代   | 山井紗也香 | 山井紗也香     | 大野美葉、河野仁美                     | 東海林康和 |
| 第4話  |  | 隊長大吾           | 隊長大吾           | 土屋理敬   | 西田健一   | 西田健一       | 土信田和幸、山縣亜紀                   | 佐藤陵     |
| 第5話  |  | 棒球女生的實力     |                    | 山下憲一   | 筆坂明規   | 筆坂明規       | 香月麻衣子、小野ひろみ                 | 高田晴仁   |
| 第6話  |  | 後援支持           |                    | 古怒田健志 | 大原實     | 沼山茉由       | 中山裕美、平良哲朗                     | 東海林康和 |
| 第7話  |  | 睦子的特訓         | 睦子的特訓         | 土屋理敬   | 大原實     | 石田暢         | 新村杏子、西村広                       | 松原美季   |
| 第8話  |  | 超機動力棒球       |                    | 井上亞樹子 | 新田典生   | 大庭秀昭       | 山縣亞紀、土信田和幸                   | 東海林康和 |
| 第9話  |  | 絕對不要!          |                    | 末永光代   | 柴田匠     | 柴田匠         | 稲手遙香、飯田清貴                     | 廣田茜     |
| 第10話 |  | 大吾魔術？         |                    | 山下憲一   | 山井紗也香 | 山井紗也香     | 大野美葉、河野仁美                     | 佐藤陵     |
| 第11話 |  | 最後一局           |                    | 古怒田健志 | 筆坂明規   | 筆坂明規       | 香月麻衣子、宮崎麻美                   | 高田晴仁   |
| 第12話 |  | 陰轉雨?            |                    | 井上亞樹子 | 西田健一   | 西田健一       | 桑原麻衣、平良哲朗                     | 松元美季   |
| 第13話 |  | 來了準决賽!        |                    | 山下憲一   | 誌村宏明   | 石田暢         | 今泉龍太、亀山朋子                     | 松元美季   |
| 第14話 |  | 意外的再會         |                    | 土屋理敬   | 大原實     | 沼山茉由       | 大野美葉、河野仁美                     | 稲手遙香   |
| 第15話 |  | 斷裂的信念         |                    | 古怒田健志 | 西田健一   | 西田健一       | 小林ゆかり、                           | 廣田茜     |
| 第16話 |  | 連接的思緒         |                    | 井上亞樹子 | 志村錠児   | 新田典生       | 山縣亞紀、土信田和幸                   | 稲手遙香   |
| 第17話 |  | 出乎意料的登板     |                    | 末永光代   | 筆坂明規   | 石田暢         | 新村杏子、宮崎麻美                     | 高田晴仁   |
| 第18話 |  | 都走到這一步       |                    | 古怒田健志 | 山井紗也香 | 山井紗也香     | 稲手遥香、平良哲朗、西村広、古沼よしい | 早川麻美   |
| 第19話 |  | Nice Game!         |                    | 山下憲一   | 渡邊步     | 播摩優         | 稲手遥香、髙田晴仁、亀山朋子、楠木智子 | 松元美季   |
| 第20話 |  | 新的部員!          |                    | 末永光代   | 誌村宏明   | 八木郁乃       | 宮崎麻美、小野ひろみ                   | 廣田茜     |
| 第21話 |  | 鎖定!              |                    | 井上亞樹子 | 大原實     | 播摩優、石田暢 | 松元美季、稲手遥香、早川麻美、菅原美幸 | 高田晴仁   |
| 第22話 |  | 我看錯你了!        |                    | 山下憲一   | 大原實     | 殿勝秀樹       | 松元美季、髙田晴仁、早川麻美、菅原美幸 | 稲手遙香   |
| 第23話 |  | 暴風雨的前奏       |                    | 古怒田健志 | 柴田匠     | 柴田匠         | 松元美季、稲手遥香、早川麻美、髙田晴仁 | 菅原美幸   |
| 第24話 |  | 灰姑娘的魔法       | 灰姑娘的魔法       | 土屋理敬   | 筆坂明規   | 筆坂明規       | 松元美季、稲手遥香、早川麻美、新村杏子 | 高田晴仁   |
| 第25話 |  | 和你再一次…        | 和你再一次…        | 土屋理敬   | 渡邊步     | 八木綾乃       | 髙田晴仁、早川麻美、菅原美幸、稲手遥香 | 松元美季   |

### 播放電視
| NHK教育頻道 週六 17:35 - 18:00節目 | NHK教育頻道 週六 17:35 - 18:00節目             | NHK教育頻道 週六 17:35 - 18:00節目 |
| ---------------------------------- | ---------------------------------------------- | ---------------------------------- |
|                                    | 棒球大聯盟2nd 第一季 （2018年4月7日－9月22日） |                                    |
| Classica Loid 第二季               | Radiant                                        |                                    |

| ViuTV 星期六 17:00-17:30 節目     | ViuTV 星期六 17:00-17:30 節目                         | ViuTV 星期六 17:00-17:30 節目 |
| --------------------------------- | ----------------------------------------------------- | ----------------------------- |
|                                   | 棒球大聯盟2nd 第一季 （2018年11月3日－2019年4月20日） |                               |
| 藍海少女！Advance                 | 飛天小女警2                                           |                               |
| ViuTV 星期四、五 12:30-13:00 節目 |                                                       |                               |
| 超人R / B 重播 （星期一至五）     | 棒球大聯盟2nd 第一季 重播 （2020年4月16日﹣7月9日）   | 家有寵兒 重播                 |
| ViuTV 星期一至三 16:30-17:00 節目 |                                                       |                               |
| 點心大冒險                        | 棒球大聯盟2nd 第二季 （2022年8月29日－10月24日）      | 貓頭鷹布布                    |

| 東森電影 星期六，日 19:00-21:00及10:00 -12:00節目   | 東森電影 星期六，日 19:00-21:00及10:00 -12:00節目                               | 東森電影 星期六，日 19:00-21:00及10:00 -12:00節目 |
| --------------------------------------------------- | ------------------------------------------------------------------------------- | ------------------------------------------------- |
|                                                     | 棒球大聯盟2nd 第一季 （2019年1月6日－2019年1月27日） (2019年2月2日重播最後四集) |                                                   |
| 棒球大聯盟 第六季                                   | 無                                                                              |                                                   |
| 民視 星期六 19:00-20:00節目 4月6日 19:30-20:00      |                                                                                 |                                                   |
| 我的英雄學院 （18:30-19:30）臺灣學吧（19:30-20:00） | 棒球大聯盟2nd 第一季 （2019年4月6日－2019年6月29日）                            | 美食獵人                                          |

## 外部連結
- 週刊少年Sunday「棒球大聯盟2nd」作品網頁 （页面存档备份，存于）（日語）
- 電視動畫「棒球大聯盟2nd」官方網頁 （页面存档备份，存于）（日語）
- 電視動畫「棒球大聯盟2nd」SP公式的X（前Twitter）（日語）